# マロカ

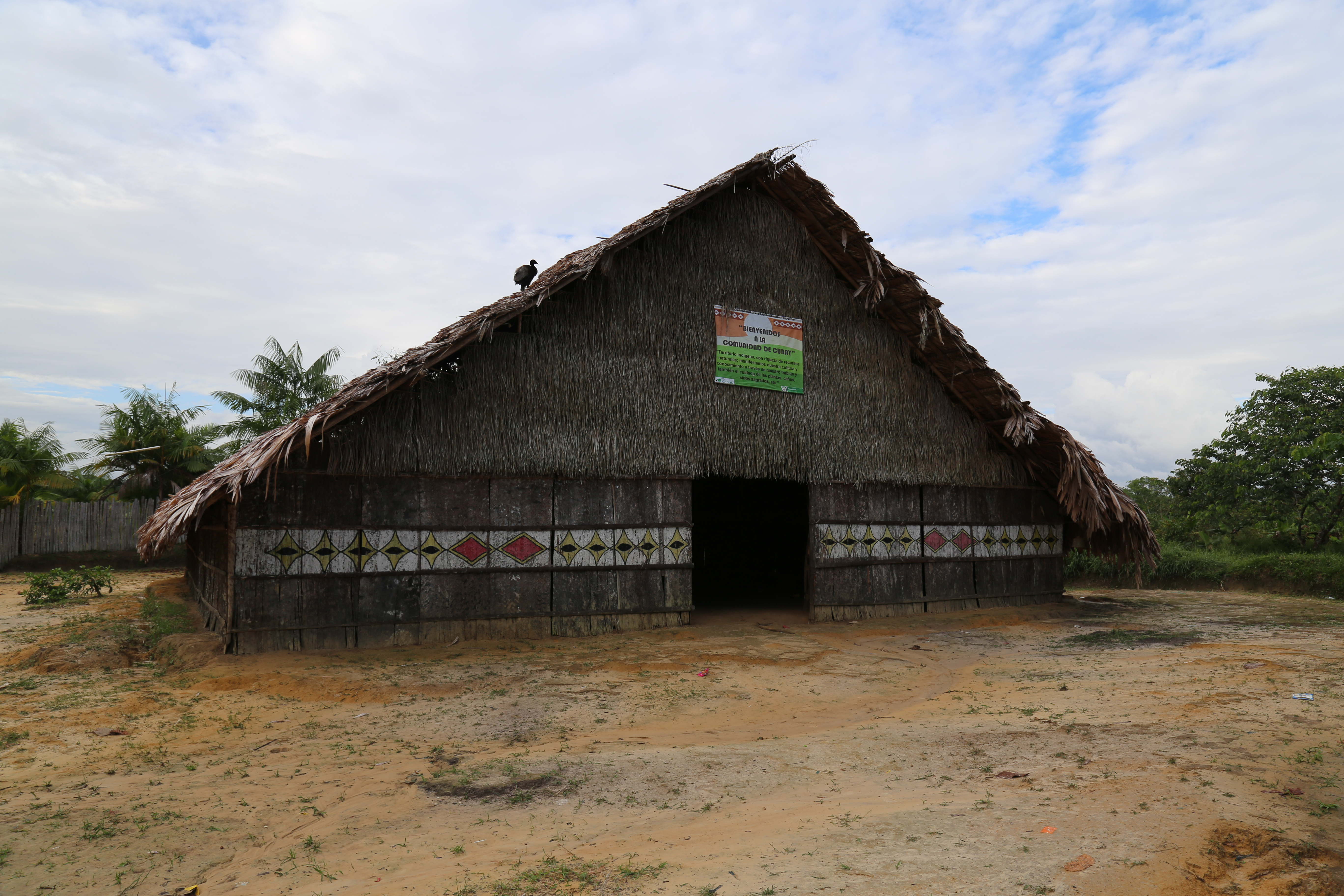
マロカ

マロカとは、特にコロンビアとブラジルでアマゾンの先住民によって使用される長めの家である。コミュニティには独自の象徴を持つマロカがある。

## 概要
各家族がマロカに独自の炉を持っている。一般的に、地元の降下グループのチーフは、長い家の裏壁に最も近いコンパーメントに住んでいる。長い家の中心ではダンスが行われる。

## 庭園
マロカは伝統的に2つの庭園（家庭菜園とマニオックガーデン栽培マニオック）に囲まれている。そこではパパイヤ、バナナ。マンゴー、パイナップルなどを栽培している。